# 富山地方鉄道上滝線
上滝線（かみだきせん）は、富山県富山市の南富山駅と中新川郡立山町の岩峅寺駅を結ぶ富山地方鉄道の鉄道路線である。

## 路線データ
- 路線距離（営業キロ）：12.4 km
- 軌間：1067 mm
- 駅数：11駅（起終点駅含む）
- 複線区間：なし（全線単線）
- 電化区間：全線（直流1500 V）
- 閉塞方式：自動閉塞式
- 最高速度：70 km/h[1]

## 歴史
現在の上滝線の区間は、現在の立山線岩峅寺駅 - 千垣駅間とともに富山県営鉄道の手によって開業したものである。1921年（大正10年）4月25日に南富山駅 - 上滝駅間が開業したのに始まり、同年8月20日に岩峅寺駅まで、以後順次千垣駅まで延長された。1943年（昭和18年）の交通大統合により富山地方鉄道に譲渡され、同社の立山線となった。
もともと当線は、常願寺川上流の砂防工事、水力発電所建設、小規模鉱山開発における貨物需要を考慮し、貨物輸送を中心とした路線設計がなされていた。しかしながら1960年代に入ると、社会の輸送体系が自動車へシフト。立山線の存続が危ぶまれるようになった。このことから1967年（昭和42年）から合理化案の検討が始まり、結果的に貨物営業の廃止、路線の系統分離が進められた。1969年（昭和44年）4月1日、立山線の南富山駅 - 岩峅寺駅間が上滝線として分離され、寺田駅 - 岩峅寺駅間の五百石線が立山線に編入された。それまで電鉄富山駅 - 立山駅間の列車は現在の上滝線を経由していたが、これ以降は寺田経由に変更された。地元からの要望で、1970年（昭和45年）に2本だけ立山駅への直通電車が復活設定されたが、やがて廃止された。

### 増便実験
2005年（平成17年）5月25日から7月24日まで南富山駅 - 月岡駅間で増便実験が行われた。運賃も値下げされた。通常平日上下1日26本（2004年3月改正）運行のところを1日30本運行に増便された。運賃も一律200円にし、南富山駅から市電（富山市内線）に乗り継ぐ場合は市電の区間も含めて300円とした。しかし利用者への周知不足もあって利用増はわずかにとどまった。
その後2011年（平成23年）9月1日より2012年（平成24年）3月まで二回目の実験増便が行われた。内容は電鉄富山発23時10分発の最終便を毎日設け、南富山駅で市電最終便と接続する。また平日に限り、電鉄富山発15時から20時、岩峅寺駅発15時30分から20時まで30分間隔で運行するというものである。なお、朝ラッシュ時の増発は車両と人員を振り分ける余裕が無いことから見送られた。

### 廃線の検討
2025年（令和7年）5月29日、富山地方鉄道は、赤字が続く鉄道事業の維持管理を巡り、沿線自治体からの補助が得られない場合は上滝線などの一部区間の廃止する方針を表明。この時点において上滝線で採算が取れている区間は、電鉄富山駅 - 月岡駅間であるとした。その後、富山地方鉄道は7月中旬に各市町に対し、廃線する区間の意向を伝えたが、上滝線については2026年秋に廃線とする対象外とした。

### 年表
- 1920年（大正9年）
  - 4月26日 - 雄山鉄道として堀川新 - 藤橋間鉄道敷設免許申請[9]。
  - 5月4日 - 事業者名を立山電気鉄道に変更申請[9]。
  - 7月6日 - 堀川新 - 藤橋間の免許取得[9]。
  - 11月4日 - 堀川新 - 横江間着工[9]。
- 1921年（大正10年）
  - 3月9日 - 事業者名を富山県営鉄道に改称[9]。
  - 3月20日 - 開業予定の堀川新駅の駅名を南富山駅に変更[9]。
  - 4月2日 - 南富山駅 - 上滝駅間竣工[9]。
  - 4月25日 - 南富山駅 - 上滝駅間開業[10][9]。
  - 8月20日 - 上滝駅 - 岩峅寺駅間開業[11]。
- 1927年（昭和2年）
  - 5月19日 - 全線電化設備が完成[12]。
  - 6月10日 - 全線電化による運転開始（24.4 km・直流600 V）[13][12]。
- 1929年（昭和4年）6月10日 - 上滝公園下駅開業[14]。
- 1937年（昭和12年）6月20日 - 全線の架線電圧を1500 Vに昇圧[9]。
- 1943年（昭和18年）1月1日 - 陸上交通事業調整法により富山地方鉄道が発足。同社の立山線となる[15]。
- 1946年（昭和21年）
  - 6月1日 - 電鉄富山駅 - 稲荷町駅間（旧富南鉄道線の軌道）が電化され、粟巣野駅までの直通運転開始[16]。
  - 9月29日 - 上滝駅-上滝公園下駅（当時）間で電車三重衝突事故。死者1名、重傷者6名、軽傷者6名[17]。
- 1958年（昭和33年）4月5日 - 朝菜町駅開業[18]。
- 1959年（昭和34年）1月1日 - 上滝公園下駅を大川寺公園駅に改称[18]。
- 1967年（昭和42年）10月1日 - 大川寺公園駅を大川寺遊園駅に改称[19]。
- 1969年（昭和44年）4月1日 - 路線名変更により南富山駅 - 岩峅寺駅間を上滝線として分離[20]。
- 1973年（昭和48年） - CTC導入[2]。
- 1996年（平成8年）4月1日 - 不二越線とともにワンマン運転を導入[21]。
- 1997年（平成9年）4月1日 - 大川寺遊園駅を大川寺駅に改称[14]。
- 2003年（平成15年）3月25日 - 小杉駅開業[14]。
- 2019年（平成31年）3月16日 - 全駅で駅ナンバリングを実施[22]。

## 運行形態
全列車が電鉄富山駅を発着し、南富山駅までは本線・不二越線に乗り入れる。全列車が各駅停車の普通列車である。すべて電鉄富山駅 - 岩峅寺駅間運転の列車のみで、途中駅を始発・終着とする区間列車や立山線に乗り入れる列車はない。なお、電鉄富山駅からは立山線経由の岩峅寺行きも発着しているため、列車の方向幕や駅の行先案内板の備考欄には立山線系統の岩峅寺行きは「寺田経由」（立山行きも同様）、不二越・上滝線系統の岩峅寺行きには「南富山経由」と付加されている。
ダイヤによっては、立山駅から来た立山線の電鉄富山行きから岩峅寺駅で不二越・上滝線の列車に乗り換えると電鉄富山駅に数分先着する場合や、逆に電鉄富山駅を先に出た立山線の立山行きに後発の不二越・上滝線の列車が岩峅寺駅で追いつく場合も多い。
不二越線とは一体の路線として運用されており、「不二越・上滝線」と呼称される。1991年から大川寺駅（当時は大川寺遊園駅）の横にあった大川寺遊園の名前を取って「大川寺遊園線」の愛称で呼んでいたが、大川寺遊園が閉園した翌年の1997年に本来の路線名に戻った。
路線規格（駅ホームや鉄橋）の都合から、20m級車体の16010形は入線できなかったが、2011年12月23日から「アルプスエキスプレス」で同形が入線するようになった。

### 富山軌道線との直通運転構想
現在富山軌道線との直通運転が、行政主導で検討されている。なお、以前にも富山軌道線との直通が検討されたことがあり、上滝線の架線電圧を600Vに降圧して市電7000形電車での試験運転も行われたが、勾配のため7000形では運転不可能という結果に終わった。（南富山-岩峅寺間:平均勾配約13.8‰、勾配標識 上滝-大川寺間山下踏切付近: 22.2〜25.0‰）

## 駅一覧
- 全線富山県内に所在。
- 線路（全線単線） … ◇：列車交換可、｜：列車交換不可

| 駅番号 | 駅名     | 駅間キロ | 営業キロ | 接続路線                                                                                            | 線路 | 所在地          |
| ------ | -------- | -------- | -------- | --------------------------------------------------------------------------------------------------- | ---- | --------------- |
| T61    | 南富山駅 | -        | 0.0      | 富山地方鉄道：不二越線（全列車、不二越線経由本線電鉄富山方面直通）、富山軌道線（南富山駅前駅: C01） | ◇    | 富山市          |
| T62    | 朝菜町駅 | 1.3      | 1.3      | | ｜   | 富山市          |
| T63    | 上堀駅   | 0.8      | 2.1      | | ｜   | 富山市          |
| T64    | 小杉駅   | 0.6      | 2.7      | | ｜   | 富山市          |
| T65    | 布市駅   | 0.5      | 3.2      | | ｜   | 富山市          |
| T66    | 開発駅   | 1.2      | 4.4      | | ｜   | 富山市          |
| T67    | 月岡駅   | 2.2      | 6.6      | | ◇    | 富山市          |
| T68    | 大庄駅   | 1.3      | 7.9      | | ｜   | 富山市          |
| T69    | 上滝駅   | 2.2      | 10.1     | | ｜   | 富山市          |
| T70    | 大川寺駅 | 1.1      | 11.2     | | ｜   | 富山市          |
| T51    | 岩峅寺駅 | 1.2      | 12.4     | 富山地方鉄道：立山線                                                                                | ◇    | 中新川郡 立山町 |

### 過去の接続路線
- 南富山駅：富山地方鉄道笹津線